# فنلاند در المپیک تابستانی ۱۹۷۶
فنلاند در بازی‌های المپیک تابستانی ۱۹۷۶ که در شهر مونترال کانادا برگزار شد، کاروان فنلاند با ۸۳ ورزشکار در این رقابت‌ها شرکت کرد و موفق به کسب ۶ مدال (۴ طلا، ۲ نقره، ۰ برنز) شد. در جدول رتبه‌بندی توزیع مدال‌ها، فنلاند در ردهٔ ۱۱ مسابقات قرار گرفت.